# ضم جوناغاد
ضم جوناغاد هي مجموعة من الأحداث وقعت بسبب رغبة الهند بضم ولاية جوناغاد، وهي ولاية أميرية ضمن الهند البريطانية، وتقع أراضيها الآن في غوجارات، وهي لا تدخل ضمن سيادة الهند البريطانية، لكنها تابعة لها، حيث تقع تحت سيطرة حاكم الهند البريطاني بطريقة غير مباشرة.
بعد تقسيم الهند البريطانية وأخدها الاستقلال في 1947، أعطيت 552 ولاية أميرية الحق في الاختيار إما بالانضمام إلى دومينيون الهند الجديد أو دولة باكستان المشكلة حديثا.
قرر نواب جوناغاد، محمد محبة خان الثالث، وهو مسلم حكم هو وأسلافه جوناداغ والمناطق الصغيرة المجاورة لها لمئتي سنة، أن ولايته الأميرية يجب أن تصبح جزءا من باكستان، مما أثار استياء غالبية السكان، وغالبيتهم العظمى من الهندوس. وافق النواب على الانضمام لباكستان في 15 سبتمبر 1947، وقاد خالف بذلك رأي اللورد مونتباتن، بحجة أن جوناغاد ترتبط بباكستان عن طريق البحر. كانت ردة فعل إمارة باباريواد وشيخ مانغرول بإعلانهما الاستقلال عن جوناغاد وانضمامهما إلى الهند، على الرغم من أن شيخ مانغرول ألغى انضمامه إلى الهند في اليوم التالي. عندما قبلت باكستان معاهدة الانضمام التي وقعها النواب في 16 سبتمبر، كانت حكومة الهند غاضبة من محمد علي جناح الذي قبل انضمام جوناغاد على الرغم من أنه قال أن الهندوس والمسلمين لا يمكن أن يعيشوا باعتبارهم أمة واحدة. قال السردار فالاباي باتل أنه يعتقد أن إذا تم السماح لجوناغاد بالانضمام إلى باكستان، فإنه من شأن ذلك أن يؤدي إلى تفاقم التوترات الطائفية في غوجارات.
سيطرت الهند على كل الحدود البرية للولاية الأميرية، وتركت فقط منفذا على بحر العرب. أدت الظروف غير المستقرة في جوناغاد إلى إيقاف جميع أشكال التجارة مع الهند وقل الغذاء بشكل كبير في الولاية. مع وقوع المنطقة في أزمة، فر النواب، خوفا على حياته، بشكل إجباري إلى كراتشي مع عائلته وأتباعه، وهناك أنشأ حكومة مؤقتة.
عرض فالاباي باتل على باكستان مهلة لتغيير موقفها بخصوص انضمام الولاية وعقد استفتاء في جوناغاد. أسس سامالداس غاندي حكومة مؤقتة (بالأردوية: عارضى حکومت) في المنفى لشعب جوناغاد. في نهاية المطاف، أمر باتل بضم ثلاث إمارات في جوناغاد بشكل قسري. واجهت حكومة ولاية جوناداغ الانهيار الاقتصادي المالي وافتقرت لقوات لمقاومة القوة الهندية، فدعت حكومة الهند لإحكام سيطرتها على الولاية. أجري استفتاء في ديسمبر، وأظهرت النتائج أن ℅99.95 من السكان اختاروا الهند على حساب باكستان.